# Miss Continente Americano 2011
Miss Continente Americano 2011 es el sexto concurso anual de Miss Continente Americano se llevó a cabo en Guayaquil, Ecuador el 22 de octubre de 2011. Al final del evento Giuliana Zevallos, Miss Continente Americano 2010 de Perú, coronó a su sucesora, Claudia Schiess, representante de Ecuador.

## Posiciones
| Resultado                      | Delegada                                                                         |
| Miss Continente Americano 2011 | - Ecuador - Claudia Schiess                                                      |
| Virreina Americana             | - República Dominicana - Dalia Fernández                                         |
| 1.er.Finalista                 | - México - Cecilia Montaño                                                       |
| Finalistas (Top 6)             | - Brasil - Danielle Knidel - Colombia - Lizeth González - Panamá - Anyoli Abrego |

## Premios especiales
| Premio               | Delegada                                 |
| Miss Fotogénica      | - Nicaragua - Fátima Flores              |
| Miss Simpatía        | - Honduras - Keylin Suzette Gómez        |
| Rostro Yanbal        | - República Dominicana - Dalia Fernández |
| Mejor Traje Nacional | - Ecuador - Claudia Schiess              |

## Candidatas Oficiales
Al 26 de septiembre de 2011 han sido elegidas 21 participantes:
| País                 | Candidata                        | Edad | Estatura (cm) | Estatura (pies) | Residencia                 |
| Argentina            | Camila Valdés                    | 24   | 172           | 5'7.5"          | Salta                      |
| Aruba                | Ghislaine Geerman                | 21   | 173           | 5'8"            | Oranjestad                 |
| Bolivia              | Valeria Avendaño Ávila           | 23   | 176           | 5'9"            | La Paz                     |
| Brasil               | Danielle Knidel Soares           | 21   | 180           | 5'11"           | Porto Acre                 |
| Canadá               | Chelsae Nanette Durocher         | 20   | 176           | 5'9.5"          | Tecumseh                   |
| Chile                | Gabriela Gatica Robles           | 20   | 182           | 6'0"            | Temuco                     |
| Colombia             | Lizeth Carolina González Romero  | 25   | 177           | 5'9"            | Santa Marta                |
| Costa Rica           | Andrea Castro Torres             | 19   | 175           | 5'9"            | San José                   |
| Ecuador              | Claudia Elena Schiess Fretz      | 21   | 182           | 5'8"            | Santa Cruz                 |
| El Salvador          | Alejandra Ochoa                  | 18   | 174           | 5'8"            | San Salvador               |
| Guatemala            | Alejandra José Barillas Solís    | 25   | 181           | 5'11"           | Zacapa                     |
| Honduras             | Keylin Suzette Gómez Flores      | 23   | 170           | 5'7"            | Cortés                     |
| México               | Blanca Cecilia Montaño Moreno    | 24   | 184           | 6'1"            | Hermosillo                 |
| Nicaragua            | Fátima Lucía Flores Bonilla      | 24   | 175           | 5'9"            | Managua                    |
| Panamá               | Anyoli Amorette Ábrego Sanjur    | 23   | 177           | 5'9"            | Ciudad de Panamá           |
| Paraguay             | Myrian Leticia Patiño Argüello   | 22   | 171           | 5'7.5"          | Asunción                   |
| Perú                 | Sofía del Pilar Rivera Kroll     | 21   | 170           | 5'7"            | Pasco                      |
| Puerto Rico          | Stephanie Román De León          | 18   | 183           | 6'1"            | Bayamon                    |
| República Dominicana | Dalia Cristina Fernández Sánchez | 21   | 173           | 5'8"            | Santiago de los Caballeros |
| Uruguay              | Diana Banchero                   | 21   | 173           | 5'8"            | Colonia                    |
| Venezuela            | Elisa González Canales           | 20   | 177           | 5'9"            | Mérida                     |

## Datos acerca de las candidatas
- Concursantes que participaron en Miss Universo 2010:
  -  Panamá - Anyoli Abrego
- Concursantes que participaron en Miss Universo 2011:
  -  Canadá - Chelsae Durocher
  -  Ecuador - Claudia Schiess
  -  Guatemala - Alejandra Jose Barrilas Solis
  -  Honduras - Keylin Gómez
  -  República Dominicana - Dalia Fernández
- Concursantes que participaron en Miss Tierra 2011:
  -  Bolivia - Valeria Avendaño
  -  Uruguay - Diana Banchero
- Concursantes que participaron en Top Model of the World 2011
  -  Colombia - Lizeth González (Top 15)
- Concursantes que participaron en Reina Mundial del Banano 2011
  -  Colombia - Lizeth González (Ganadora)